# Huili
Huili (en chino, 会理; pinyin, Huìlǐ, en nuosu, ꉼꆹ; romanizado, hop li) es un municipio bajo la administración directa de la Prefectura Liangshan. Se ubica en la provincia de Sichuan, centro-sur de la República Popular China. Su área es de 4517 km² y su población total para 2010 superó los 430 mil habitantes.
El 20 de enero de 2021, el Ministerio de Asuntos Civiles promovió a Huli de condado a municipio.Huili se estableció oficialmente como municipio el 26 de septiembre de 2021.

## Administración
Desde enero de 2021, el Municipio Huili se divide en 19 pueblos que se administran en 2 subdistritos, 13  poblados y 4 villas.

## Toponimia
El topónimo Huili [/Juéi-Li/] se compone de los sinogramas Hui (reunir) y Li (orden). Toma el significado de «ríos y llanuras convergen con un gobierno ordenado» (川原并会，政平颂理 Chuānyuánbìng Hui,Zhèngpíngsòng Li) .